# Chantal van Engelen
Chantal van Engelen (Hilversum, 14 november 2000) is een Nederlands boccia-speler die heeft deelgenomen aan de Paralympische spelen 2024. Van Engelen komt uit in de BC-2 klasse.

## Levensloop
Tot het vierde levensjaar was van Engelen nog een dansend meisje. Vanaf deze leeftijd gaat van Engelen steeds verder achteruit. Het lopen gaat steeds minder, ze wordt incontinent en haar handen en voeten worden steeds slechter bruikbaar. Op haar elfde kan ze zelfs niet meer lopen. De doctoren denken aan een spierziekte. Wat er nou precies aan de hand is weten de doctoren nog steeds niet.
Daarom gaat van Engelen naar een aangepaste school voor kinderen met een handicap, waar er een gymlerares van Engelen in contact brengt met Boccia. Het sprak Van Engelen gelijk aan en ze meldt zich aan bij bocciavereniging Gooi in Huizen. Daar blijkt ze zo veel talent te hebben, dat ze snel wordt opgemerkt door TeamNL en bij de nationale ploeg wordt betrokken.
Voor de eerste keer in de geschiedenis is er een Europese kampioenschappen parasporten georganiseerd. Verschillende paralympische sporten die op Europees niveau worden gehouden tijdens een Multi sportevenement. De eerste editie Europese kampioenschappen parasporten 2023 wordt gehouden in Rotterdam. Hierin weet van Engelen Europees kampioen te worden individueel en met de gemengde landenwedstrijd, dit gebeurde samen met Daniël Perez en Chantal van Engelen, waardoor er directe kwalificatie voor de Paralympische spelen 2024 in Parijs is afgedwongen.
Door vorig jaar het Europees kampioenschap in eigen huis te winnen heeft van Engelen zich voor de eerste keer geplaatst voor de Paralympische spelen 2024. Hierin is de ploeg BC1-2 ook gekwalificeerd voor de gemengde landenwedstrijd. In de groepsfase speelt van Engelen tegen twee verschillende tegenstanders. Er werd een wedstrijd gewonnen en een gewonnen, waardoor van Engelen tweede is geworden in de groepsfase. In de kwartfinale verliest van Engelen. Hierdoor is er alleen nog zich op een medaille in de landenwedstrijd die samen gespeeld wordt met Daniël Perez en Marco Dekker. In de groepswedstrijden werden twee wedstrijden gespeeld, waarvan de beste twee landenploegen doorgaan naar de kwartfinales. De eerste wedstrijd was tegen het gastland Frankrijk. Deze wedstrijd werd met 8-2 verloren. Nederland moet de volgende wedstrijd tegen Indonesië winnen om nog kans te maken op de kwartfinales, helaas mocht dit niet zo zijn want de Nederlandse ploeg verliest met 9-3 waardoor er een elfde plaats behaald wordt van de twaalf deelnemers. Van Engelen keert naar huis zonder Paralympische medaille.

## Resultaten

### Paralympische Spelen
| Jaar | Plaats | BC-2 | Gemengd BC1-2 |
| ---- | ------ | ---- | ------------- |
| 2024 | Parijs | 6    | 11            |

### Europees kampioenschap
| Jaar | Plaats    | BC-2 | Gemengd BC1-2 |
| ---- | --------- | ---- | ------------- |
| 2023 | Rotterdam | Goud | Goud          |